# Senritsu no Mirage Pokemon
Pokémon: The Mastermind of Mirage Pokémon được phát hành ở Nhật Bản với tên gọi là The Terrifying Mirage Pokémon (戦慄のミラージュポケモン Senritsu no Mirāju Pokemon) là một tập anime Pokémon đặc biệt dài một tiếng đồng hồ, được tạo ra nhằm kỉ niệm 10 năm xuất bản truyện tranh.  Tập đặc biệt này được phát sónng trên Kids' WB! vào ngày 29 tháng 4 năm 2006 (với phiên bản Kayzie Rogers).

## Phân vai
- Satoshi - Matsumoto Rica
- Pikachu - Ikue Ōtani Ikue
- Takeshi - Ueda Yūji
- Haruka - Kaori
- Kasumi - Iizuka Mayumi
- Masato - Yamada Fushigi
- Tiến sĩ Okido - Ishizuka Unshō
- Musashi - Hayashibara Megumi
- Kojiro (Pokémon)Kojiro - Miki Shinichiro
- Nyasu - Inuyama Inuko
- Junsa - Nishimura Chinami
- Joy -Yamaguchi Yuriko